# Scuol
Scuol é uma comuna da Suíça, no Cantão Grisões, com cerca de 2.166 habitantes. Estende-se por uma área de 144,14 km², de densidade populacional de 15 hab/km². Confina com as seguintes comunas: Ftan, Malles Venosta (IT-BZ), Sent, Tarasp, Tschierv, Tubre (IT-BZ), Valchava.
As línguas oficiais nesta comuna são o Alemão e o Romanche.

## Nome
O nome oficial foi modificado por diversas vezes no século XX:
- Até 1943, o nome oficial da comuna era Schuls.
- Em 1943, mudou para Bad Scuol/Schuls.
- Em 1970, Schuls fou excluído do nome oficial, permanecendo apenas Bad Scuol.
- Em 1999, Bad foi retirado, permanecendo o nome atual como Scuol.

## História
Scuol foi mencionada pela primeiza vez no ano de 1095, como Schulles.
O Grande Hotel Waldhaus Vulpera, de estilo neorrenascentista, com elementos em sgrafitto, foi aberto em 8 de junho de 1897 e foi um dos primeiros endereços nos Alpes Suíços e foi um importante monumento Belle Époque na Europa.

## Idiomas
De acordo com o censo de 2000, a maioria da população fala romanche (49,4%), sendo o alemão a segunda mais falada (39,2%), e, em terceiro lugar, o italiano, com 3,9%.
| Idiomas em Scuol |               |               |               |               |               |               |
| Idiomas          | Censo de 1980 | Censo de 1980 | Censo de 1990 | Censo de 1990 | Censo de 2000 | Censo de 2000 |
| Idiomas          | Número        | Porcentagem   | Número        | Porcentagem   | Número        | Porcentagem   |
| Romanche         | 1130          | 64.79 %       | 1087          | 57.54 %       | 1049          | 49.43 %       |
| Alemão           | 484           | 27.75 %       | 651           | 34.46 %       | 831           | 39.16 %       |
| Italiano         | 76            | 4.36 %        | 77            | 4.08 %        | 82            | 3.86 %        |
| População        | 1744          | 100 %         | 1889          | 100 %         | 2122          | 100 %         |

## Hospital
Há um pequeno hospital regional, chamado Ospidal Engiadina Bassa. O hospital celebrou o centésimo aniversário em 21 de junho de 2008. É um dos menores hospitais da Suíça, oferecendo serviços básicos, como departamentos de Cirurgia, Medicina Interna, Cardiologia, Oncologia, Dermatologia, Ginecologia, uma unidade de Emergência, com funcionamento de 24 horas ao dia, e Unidade de Terapia Intensiva, com dois leitos. Tendo a região intensa atividade de esqui, procedimentos de Ortopedia são muito comuns.

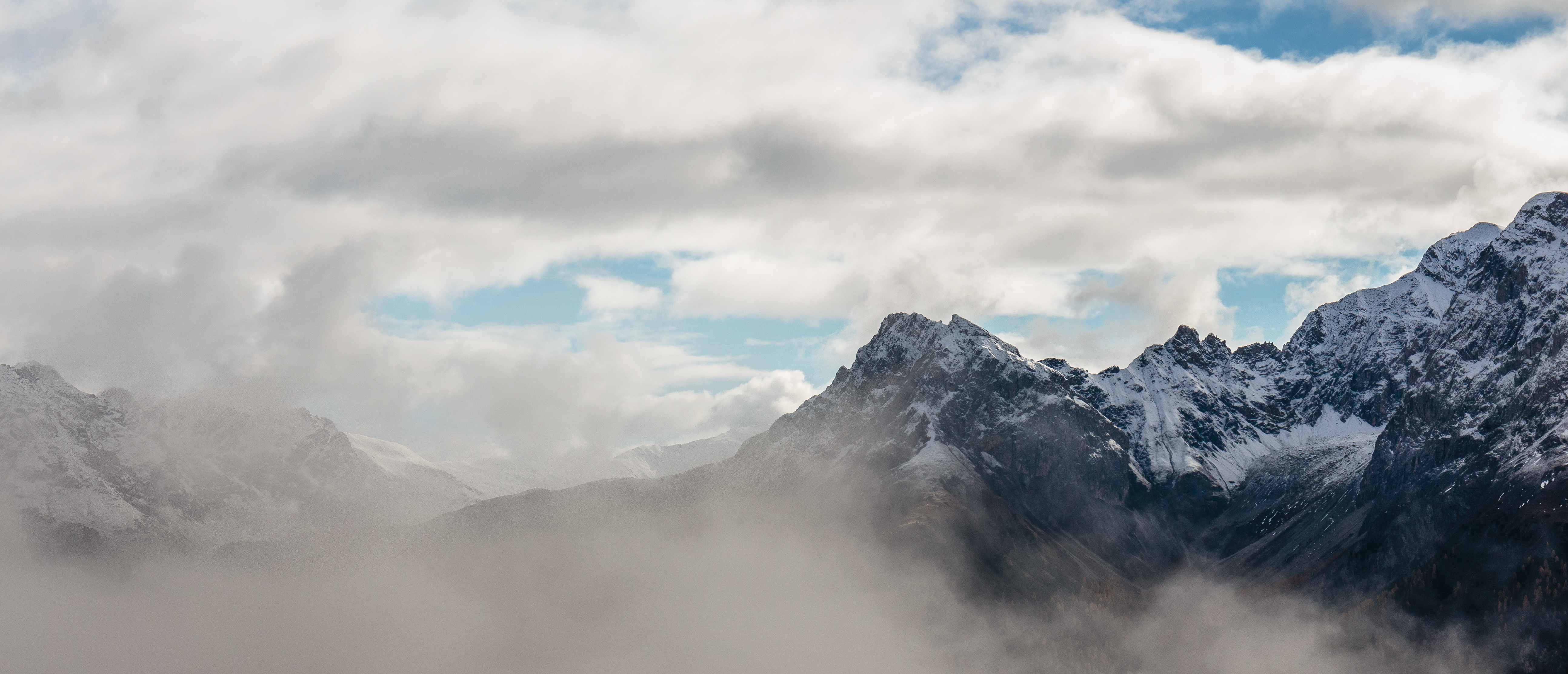
Scuol-Motta Naluns

## Galeria

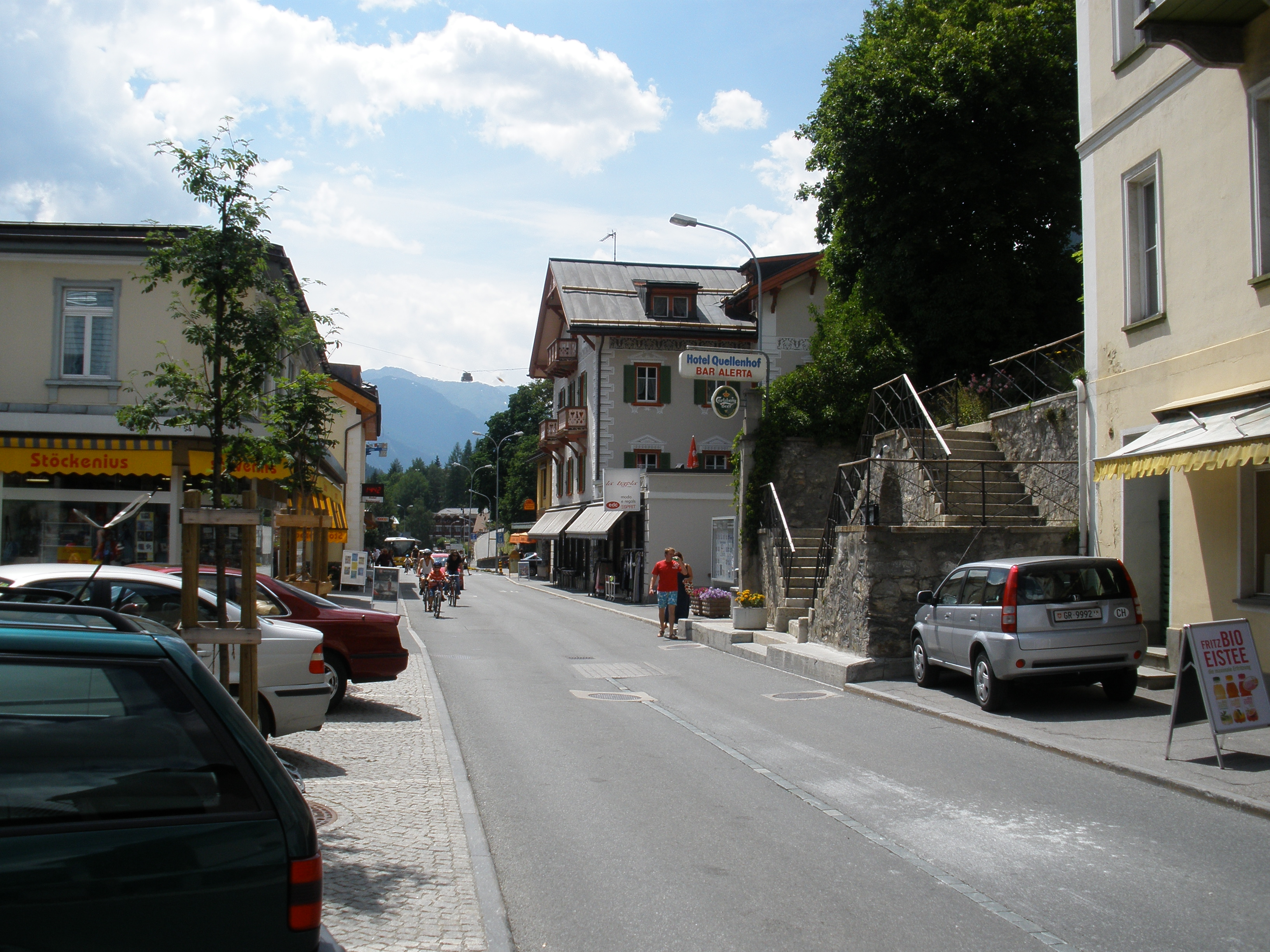
Stradun, rua principal de Scuol
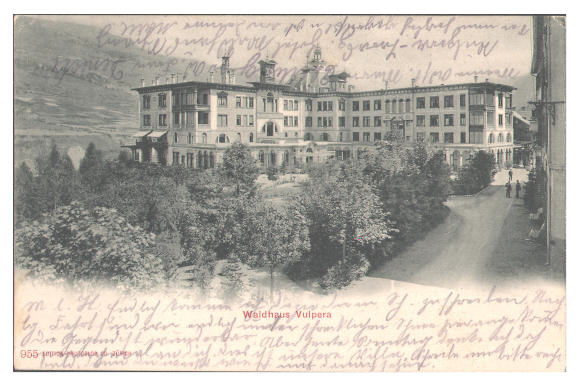
Hotel Waldhaus Vulpera antes do incêndio ocorrido em 27 de maio de 1989